# Elaphidion bahamicae
Elaphidion bahamicae är en skalbaggsart som beskrevs av Mont A. Cazier och Lacey 1952. Elaphidion bahamicae ingår i släktet Elaphidion och familjen långhorningar.
Artens utbredningsområde är Bahamas. Inga underarter finns listade i Catalogue of Life.